# جانيت فيرنر
جانيت فيرنر هي رسامة وفنانة كندية، ولدت في 1959.